# Tramvajová smyčka Královka

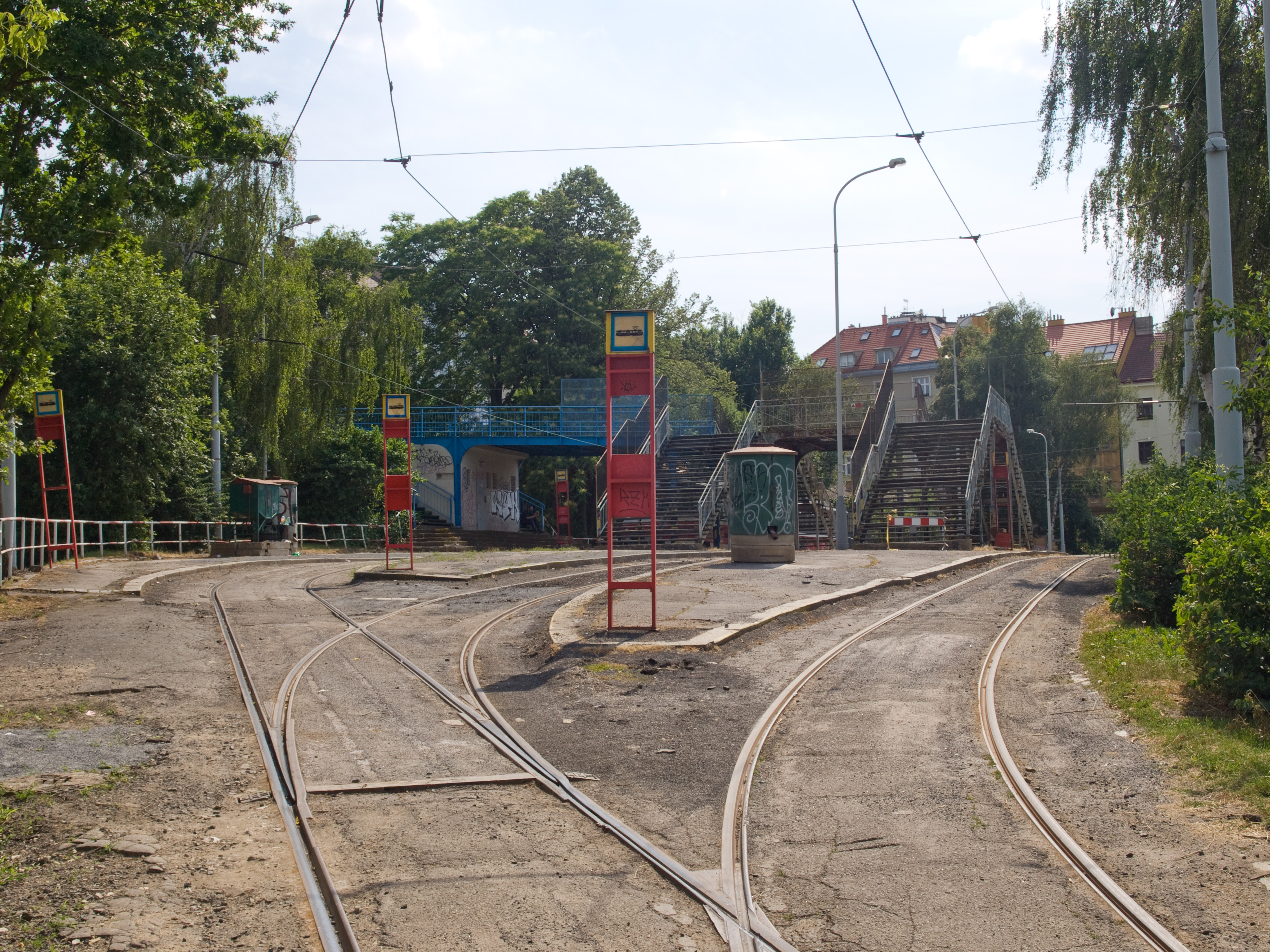
Pohled na nástupiště ve smyčce

Královka je jedna ze dvou kapacitních tramvajových smyček (takzvaných tramvajových nádraží) v blízkosti Strahovského stadionu v Praze, postavených v roce 1948 k návozu a odvozu účastníků a návštěvníků všesokolských sletů, později spartakiád. Po letech, kdy nebyla využívána, je od roku 2017 pravidelně využívána pravidelnou nostalgickou linkou 23. Další z těchto kapacitních smyček (Dlabačov) se nachází zhruba 250 metrů východně. Ve smyčce dominuje modrá barva; v minulosti zde byl i modře natřený monument s názvem zastávky a spartakiádní linky zde končící používaly modrá označení. Vedlejší Dlabačov používal barvu červenou.

## Historie výstavby
Smyčka Královka byla uvedena do provozu v souvislosti s připravovaným XI. všesokolským sletem dne 1. června 1948, tedy 24 dní před blízkou smyčkou Dlabačov zřízenou k témuž účelu. Od té doby žádnou větší rekonstrukcí neprošla.
Původně byla smyčka napojena na trať pouze ve směru z/do centra. Oblouky směrem na Bílou Horu byly doplněny v roce 1968.

## Popis
Smyčka leží na východním okraji Břevnova, v těsné blízkosti Strahova, mezi ulicemi Bělohorská, Gymnastická, Šlikova a Za Strahovem, v sousedství tramvajové zastávky Malovanka.
Smyčka je umístěna jako mezilehlá mezi zastávkami Malovanka a Marjánka (blíže k Malovance) s možností vjezdu a výjezdu oblouky z obou stran. Vjezdová kolej ze směru Malovanka překříží protisměrnou kolej a dostane se do prostoru smyčky, ze směru Marjánka pouze odbočí z hlavní tratě vpravo a následně se obě koleje spojí. Po zhruba 10 metrech se vjezdová kolej rozdělí na vnitřní a střední kolej smyčky a obě koleje odbočí vlevo. Dále se oddělí ze střední koleje kolej vnější. V tomto místě začínají u všech kolejí po jejich pravých stranách nástupiště. Za nástupišti se nejdříve spojí vnější a střední kolej, která se následně v levém oblouku spojí s vnitřní kolejí. Po 10 metrech se kolej opět rozdělí na dvě výjezdové koleje; kolej pokračující vpravo se připojí k hlavní trati u zastávky Malovanka (do centra), kolej pokračující vlevo nejprve překříží kolej hlavní trati ve směru Malovanka a připojí se ke koleji ve směru Marjánka (z centra).
Každé nástupiště je rozděleno na výstupní a nástupní část a všechny tyto části mají vlastní zastávkové označníky. Pro rychlý odvod cestujících jsou nástupiště spojena modře natřeným ocelovým nadchodem, ze kterého na jižním okraji vychází několik cest, mimo jiné ke stadionu.
Trať smyčky je klasické pražcové konstrukce, u vjezdových a výjezdových výhybek zadlážděná, ve zbylé části krytá vyžilým asfaltem, který je mnohde popraskaný a prorůstá travou. Deponovací kapacita smyčky je 20 vozů T3.

## Provoz

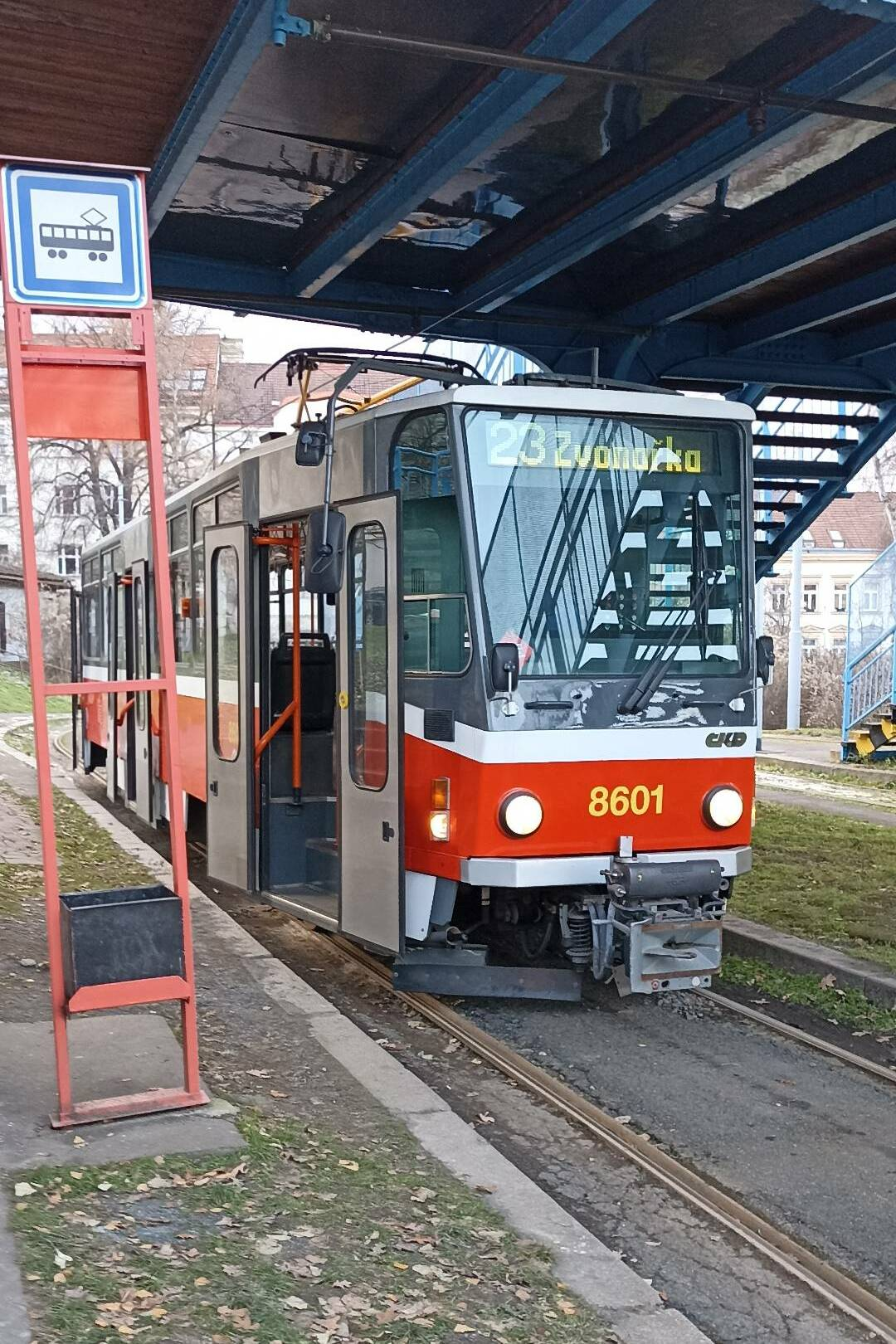
Retrovůz Tatra T6A5 čekající ve smyčce na odjezd

Poprvé smyčka sloužila na přelomu června a července 1948 při XI. sokolském sletu, později při konání spartakiád či jiných významných akcí na strahovském stadionu, kdy na ní byla provozována posilová linka 42.
Od roku 1998 do roku 2008 (kromě několika měsíců v roce 2002) ve smyčce manipulovala linka 23, která ovšem končila a začínala v zastávce Malovanka, tudíž byl provoz uvnitř smyčky bez cestujících.
Od znovuzprovoznění linky 23 v březnu 2017 je smyčka opět pravidelně využívána. Tentokrát je linka oficiálně ukončena až ve smyčce, takže cestující mohou tramvají dojet až tam.